# Conclave de 1370
Le conclave de 1370 est convoqué à la mort du pape Urbain V, le 19 décembre 1370, afin de lui désigner un successeur. Il se tient du 29 au 30 décembre 1370. Lors de ce conclave, le Collège des cardinaux n'eut besoin que d'un seul tour de scrutin pour élire Pierre Roger de Beaufort cardinal-neveu de Clément VI à l'unanimité. De Beaufort devient ainsi le 201e pape de l'Église catholique romaine sous le nom de Grégoire XI.

## Le déroulement du conclave
Dix-huit des vingt cardinaux composant le Sacré Collège, présent à Avignon, entrent en conclave le 29 décembre 1370. Le jour suivant, lors de l’unique tour de scrutin, le cardinal Pierre Roger de Beaufort, cardinal-neveu de Clément VI et protodiacre du Sacré Collège, est élu pape à l'unanimité. Il refuse dans un premier temps son élection, avant de l'accepter, selon une coutume répandue à l'époque. Il choisit alors Grégoire XI comme nom de règne. Le 2 janvier 1371 il est ordonné prêtre et le 3 janvier il est consacré évêque de Rome par le doyen du Collège des cardinaux Guy de Boulogne, et couronné de la tiare pontificale par le nouveau protodiacre Rinaldo Orsini en la cathédrale Notre-Dame des Doms d'Avignon.

## Les cardinaux
Sur les 20 cardinaux-électeurs, 18 participèrent au conclave. Neuf cardinaux avaient été créés par le pape Urbain V, cinq par Clément VI et quatre par Innocent VI.
La charge de camerlingue de la Sainte Église romaine, une des fonctions les plus importantes lors du sede vacante, était occupée par Arnaud Aubert, archevêque d'Auch et neveu du pape Innocent VI (alors qu'il n'était pas cardinal).
| Nom                         | Date d'élévation au cardinalat | Fonction                                 |
| --------------------------- | ------------------------------ | ---------------------------------------- |
| Guy de Boulogne             | 20 septembre 1342              | Doyen du Collège des cardinaux           |
| Raymond de Canillac         | 17 décembre 1350               |                                          |
| Guillaume de la Sudrie      | 18 septembre 1366              |                                          |
| Gilles Aycelin de Montaigut | 17 septembre 1361              |                                          |
| Philippe de Cabassolle      | 22 septembre 1368              |                                          |
| Pierre de Monteruc          | 23 décembre 1356               |                                          |
| Guillaume de la Jugie       | 20 septembre 1342              |                                          |
| Jean de Blauzac             | 17 septembre 1361              |                                          |
| Guillaume d'Aigrefeuille    | 12 mai 1367                    | Camerlingue du Sacré Collège             |
| Stephen Langham             | 22 septembre 1368              |                                          |
| Bernard du Bosquet          | 22 septembre 1368              |                                          |
| Jean de Dormans             | 22 septembre 1368              |                                          |
| Étienne de Poissy           | 22 septembre 1368              |                                          |
| Francesco Tebaldeschi       | 22 septembre 1368              |                                          |
| Pietro Corsini              | 7 juin 1370                    |                                          |
| Pierre Roger de Beaufort    | 28 mai 1348                    | Élu pape, il prend le nom de Grégoire XI |
| Rinaldo Orsini              | 17 décembre 1350               |                                          |
| Hugues de Saint-Martial     | 17 septembre 1361              |                                          |

Étaient absents Anglic de Grimoard, frère du défunt pape et Pierre d'Estaing, tous deux considérés comme cardinaux-neveux d'Urbain V, restés en Italie.

## Sources
- Salvador Miranda: list of participants of the papal conclave of 1370
- Pope Gregory XI
- G. Mollat, The Popes at Avignon 1305-1378, London 1963